# Гавана
Гава́на (ісп. La Habana, МФА: [la aˈβana]) — столиця Куби. Адміністративний центр Гаванської провінції. Розташована в тропічному кліматі, на березі Карибського моря. Одне із найдавніших міст Західної півкулі. Заснована 1515 року іспанським конкістадором Дієго Веласкесом як стратегічна база для підкорення Америки. Отримала статус міста права самоврядування 1592 року указом іспанського короля Філіпа II. Політичний, економічний і культурний центр країни. Головна окраса міста — Гаванський собор. Провідний світовий туристичний курорт. Територія старого міста, так звана Стара Гавана, внесена до об'єктів Світової спадщини ЮНЕСКО (1982). Найбільше місто країни, 9-те місто Латинської Америки за населенням. Площа — 781,58 км². Населення — 2,32 мільйони осіб. Патрон — святий Христофор.

## Географія
Гавана розташовується на північному заході острова Куба, на березі Мексиканської затоки. Місто розкинулося в мальовничому місці поблизу бухт Гавана і Сан-Лісаро. Природні умови формуються під впливом тропічного мусонного клімату. В січні середня температура повітря — +25 °С, у липні +29 °С. Сухий сезон триває з листопада по квітень, а з травня по жовтень випадають рясні дощі. Середньорічна норма дощів — приблизно 1500 мм.
Природна рослинність представлена різними видами пальм, цитрусовими, сандаловим деревом та ін.
Прибережні води Гавани багаті рибою. Всього тут понад 700 видів риб і молюсків. У місті і його околицях багато різних комах, у тому числі і небезпечних для людини, наприклад піщана блоха і малярійний комар.
На сході Гавани розташовані курортна зона Санта-Марія, невеликі курортні містечка Тарара і Гуанабо.

### Клімат
Столиця Куби розташована у зоні тропічних саван. Найтепліший місяць — липень з середньою температурою 27.8 °C (82 °F). Найхолодніший місяць — січень, з середньою температурою 21.7 °С (71 °F).
| Клімат Гавани           | Клімат Гавани | Клімат Гавани | Клімат Гавани | Клімат Гавани | Клімат Гавани | Клімат Гавани | Клімат Гавани | Клімат Гавани | Клімат Гавани | Клімат Гавани | Клімат Гавани | Клімат Гавани | Клімат Гавани |
| Показник                | Січ.          | Лют.          | Бер.          | Квіт.         | Трав.         | Черв.         | Лип.          | Серп.         | Вер.          | Жовт.         | Лист.         | Груд.         | Рік           |
| Абсолютний максимум, °C | 31            | 32            | 32            | 32            | 35            | 35            | 38            | 35            | 33            | 37            | 36            | 31            | 38            |
| Середній максимум, °C   | 25            | 26            | 27            | 28            | 30            | 31            | 31            | 31            | 31            | 29            | 27            | 26            | 28            |
| Середня температура, °C | 21            | 21            | 23            | 24            | 26            | 27            | 27            | 27            | 27            | 25            | 24            | 22            | 25            |
| Середній мінімум, °C    | 17            | 17            | 18            | 20            | 21            | 23            | 23            | 23            | 23            | 21            | 20            | 18            | 20            |
| Абсолютний мінімум, °C  | 5             | 7             | 7             | 11            | 15            | 16            | 20            | 20            | 17            | 13            | 8             | 7             | 5             |
| ----------------------- | ------------- | ------------- | ------------- | ------------- | ------------- | ------------- | ------------- | ------------- | ------------- | ------------- | ------------- | ------------- | ------------- |
| Джерело: Weatherbase    |               |               |               |               |               |               |               |               |               |               |               |               |               |

## Історія
Вперше територію сучасної Гавани європейські колонізатори відвідали під час експедиції Себастьяна де Окампо в 1509 році. Згодом, у 1510 році прибули перші іспанські конкістадори з Гаїті, які розпочали завоювання Куби.
Гавану було засновано конкістадором Дієґо Веласкесом де Куельяром 25 серпня 1515 року в південній частині острова Куби, неподалік сучасного містечка Сурґідеро де Батабано (Surgidero de Batabanó).
Між 1514 і 1519 роками іспанцями були засновані поселення на північному узбережжі острова. Одне з них, засноване 1519 року, і розташоване на березі зручної природної гавані, і стало сучасною Гаваною.
Панфіло де Нарваес дав Гавані, шостому місту, заснованому іспанцями на Кубі, назву Сан-Крістобаль-де-ла-Гавана (Сан-Крістобаль — святий покровитель Гавани).
Гавана починалася як торговий порт і регулярно піддавалася нападам буканьєрів, піратів і французьких корсарів. 1555 року місто було розграбовано і спалено французьким корсаром Жаком де Соресом.
Такі напади спонукали іспанську корону фінансувати будівництво перших фортець в головних містах — не тільки для протидії піратам і корсарам, але і для посилення контролю над торгівлею з Вест-Індією і для зменшення контрабанди.
Кораблі з усього Нового Світу спочатку доставляли свої товари в Гавану, і лише потім під конвоєм військових кораблів відправляли свої вантажі в Іспанію. Тисячі кораблів, зібраних у бухті міста, сприяли розвитку сільського господарства і кустарного виробництва, оскільки кораблі потрібно було забезпечувати продуктами харчування, водою та іншими товарами, необхідними для перетину Атлантичного океану.
20 грудня 1592 король Іспанії Філіп II надав Гавані статус міста. Тим часом тривали роботи по створенню або покращенню оборонних споруд міста.
Гавана значно розширилася в XVII столітті. Нові будівлі будувалися з найпоширеніших матеріалів на острові, переважно з дерева, поєднуючи різні іберійські архітектурні стилі і елементи архітектури Канарських островів.
1649 року смертельна епідемія, завезена з Картахени, торкнулася третини населення Гавани.
У середині XVIII століття в Гавані проживало понад сімдесят тисяч жителів, і це було третє за величиною місто в Америці (після Ліми і Мехіко), яке випереджало Бостон і Нью-Йорк. Протягом XVIII століття Гавана була найважливішим з іспанських портів, тому що тільки тут можна було переобладнати кораблі. До 1740 року тут була створена найбільша суднобудівна компанія Іспанії, яка володіла єдиним сухим доком у Новому Світі.
Місто було захоплене англійцями під час Семирічної війни. На світанку 6 червня 1762 британський флот, що складався з більш ніж 50 кораблів і більше ніж 11 000 військовослужбовців Королівського флоту і армії, прибув у кубинські води і здійснив висадку десанту східніше Гавани і захопив місто з суші. Менш ніж через рік після захоплення Гавани був підписаний Паризький мирний договір між трьома протиборчими державами, який завершив Семирічну війну. Згідно з умовами договору Британія отримала від Іспанії Флориду в обмін на повернення Гавани Іспанії.
Оскільки на початку XIX століття торгівля між країнами Карибського басейну і Північної Америки збільшилася, Гавана стала процвітаючим і модним містом. У театрі Гавани працювали найвидатніші актори епохи, а збільшення доходів зростаючого середнього класу привело до зведення нових дорогих особняків у класичному стилі. У цей період Гавану стали називати Парижем Антильських островів.
1837 року була побудована перша залізниця протяжністю 51 км між Гаваною і Бехукалем, яка використовувалася для транспортування цукру з долини Гуїнеса в гавань Гавани. При цьому Куба стала першою іспаномовною та п'ятою в світі країною, яка мала залізницю.
1863 року міські стіни були знесені, що дозволило збільшити місто. 1886 року скасовано рабство.
15 лютого 1898 року в бухті Гавани вибухнув і затонув американський панцерний крейсер «Мен», внаслідок чого загинуло 266 військових моряків. Хоча причина вибуху так і не була з'ясована, американські правлячі кола скористалися цим інцидентом для розв'язання іспансько-американської війни й окупації Куби.
1902 року Гавана стала столицею Республіки Куба.

## Туризм

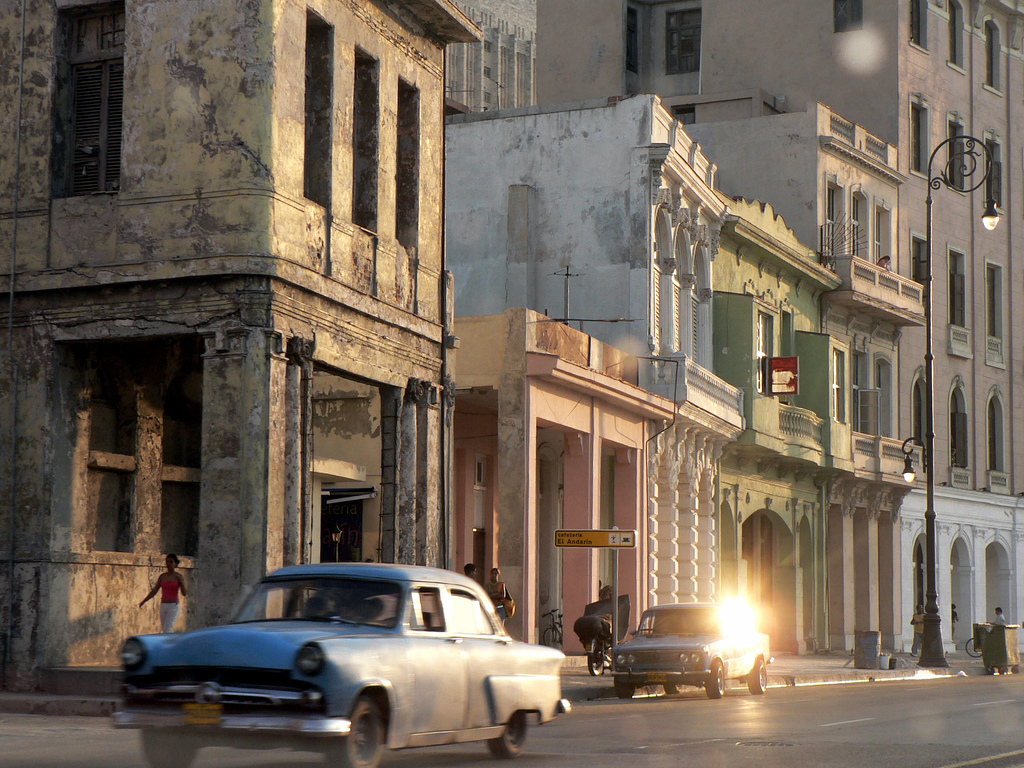
Вулиця Гавани

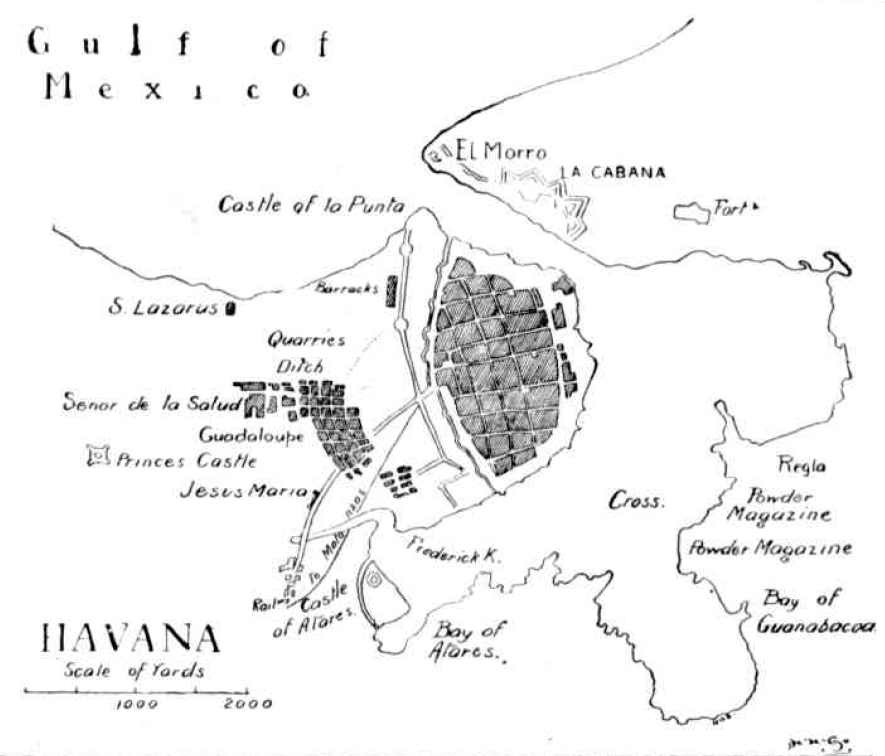
Мапа Гавани, ХІХ століття.

Гавана розташована на північному заході острова і веде свою історію з 1515. Місто дуже мальовниче — чудові маєтки періоду іспанського панування розташовані поряд з будівлями в стилі «соцреалізму», ультрасучасні хмарочоси — зі старими будинками околиць, а помпезні готелі в прибережній частині міста — з численними церквами.
Історичне ядро міста — Стара Гавана — розташоване навколо порту і Гаванської бухти. Вузьку протоку в гавань з двох боків охороняють стародавні фортеці Кастильо-дель-Морро (1589–1630), Кастильо-де-ла-Пунта (Кастильо-де-Сан-Сальвадор-де-ла-Пунта) і маяк (1845), а західний берег — форти Ла-Кабанья (Сан-Карлос-де-ла-Кабанья) і Ла-Реаль-Фуерса (1555—1577, найстаріша фортифікаційна споруда в Америці), у якому зараз розташований Музей стародавньої зброї.
Від гаванської набережної Малекон (улюблене місце прогулянок містян і арена проведення традиційних лютневих карнавалів), що лежить практично під стінами фортів, починається центральна вулиця Гавани — Пасео-дель-Прадо або просто Прадо. Бульвар вважається однією з найголовніших пам'яток архітектури старої Гавани — вимощений мармуровими плитами й засаджений деревами, забудований колоритними маєтками в староіспанському стилі, у наші дні він є одним з найулюбленіших місць відпочинку. На Прадо розташований будинок Національного Капітолія, побудований за образом і подобою вашингтонського, зараз тут розміщуються Академія наук Куби, Національна бібліотека науки і техніки і Краєзнавчий музей. Неподалік розташовується колишній президентський палац (зараз — Музей революції), палац губернатора (зараз — Музей міста Гавани) і меморіал «Гранма» на честь легендарної яхти, на якій кубинські революціонери на чолі з Кастро висадилися на острів у 1956.
У Гавані безліч музеїв, серед яких особливо виділяються Музей боротьби з неграмотністю, Національний музей, Колоніальний і Антропологічний музеї, будинок-музей Ернеста Хемінгуея в садибі «Віхія», Історичний музей Гуанабокоа і своєрідний «настінний музей» бару «Бодегіта-дель-Медіо», у якому зберігається безліч автографів відомих людей XX століття. Обов'язково варто відвідати монастир Санта-Клара (1644), кафедральний собор Непорочного Зачаття (1656), міську Ратушу (1792), найбільший у Гавані парк імені Леніна, ботанічний сад з унікальним японським садом, а також найбільший в Америці зоопарк. Цікаві також один із величних пам'ятників столиці — 18-метрова скульптура «Гаванський Христос» поруч з фортецею Ла-Кабанья, кабаре «Тропікана», музей африканського мистецтва просто неба — провулок Аммель у районі Кайо-Уесо, театр Гарсіа Лорки, виставковий комплекс «Експокуба» і театр ім. Амадео Рольдана.
У новій частині Гавани — на набережній у Ведадо, уздовж набережної Малекон і вулиці Ла-Рампа, розташовані численні вілли, готелі на будь-який смак і з відмінним сервісом, а також прекрасно обладнані пляжі. На пагорбах над Ведадо розташовуються Гаванський університет (1728), площа Революції з Меморіалом Хосе Марті (1956) і оглядовим майданчиком висотою 138 м, Палац революції, адміністративні будівлі і Національна бібліотека, а на березі затоки — один з найбільших у світі акваріумів. Уздовж затоки в районі Кубанакан простягається ціла низка прекрасних пляжів і яхт-клубів, а також великий парк розваг, а за річкою Альмендарес — район фешенебельних особняків та будинків, призначених для оренди багатими іноземцями, розкішних готелів Мірамар. У районі також розташовуються численні посольства і консульства, музей Міністерства внутрішніх справ Куби та перша на Кубі Міжнародна школа Гавани, акредитована некомерційним освітнім фондом «International Baccalaureate®», у якій навчаються діти працівників дипломатичного корпусу і репатріантів.
Поблизу Гавани, на узбережжі, побудовано безліч сучасних туристичних комплексів — піонерське місто з п'яти таборів «Хосе Марті» у Тарара (11 км пляжів), туристський центр Сороа з експериментальною станцією з розведення орхідей (друга за величиною у світі), пляжний район Санта-Марія (30 км від Гавани), а також Хібакоа, Арройо-Бермехо, Ель-Саладо, Ескалерас-де-Харуко, Сан-Антоніо-де-лос-Баньос, Санта-Крус-дель-Норте й інші, де не тільки надаються всі умови для спокійного пляжного відпочинку, але й можна детальніше ознайомитися з повсякденним життям кубинців.

## Муніципалітети
Місто Гавана, що має статус провінції, підрозділяється на 15 муніципалітетів.
| Муніципалітет          | Населення (2004) | Площа (км²) | Розташування                                                          | Примітки                            |
| ---------------------- | ---------------- | ----------- | --------------------------------------------------------------------- | ----------------------------------- |
| Арройо-Наранхо         | 210053           | 83          | 23°02′37″ пн. ш. 82°19′58″ зх. д. / 23.04361° пн. ш. 82.33278° зх. д. |                                     |
| Бойерос                | 188593           | 134         | 23°00′26″ пн. ш. 82°24′6″ зх. д. / 23.00722° пн. ш. 82.40167° зх. д.  |                                     |
| Сентро-Абана           | 158151           | 4           | 23°08′0″ пн. ш. 82°23′0″ зх. д. / 23.13333° пн. ш. 82.38333° зх. д.   |                                     |
| Серро                  | 132351           | 10          | 23°06′49″ пн. ш. 82°21′48″ зх. д. / 23.11361° пн. ш. 82.36333° зх. д. |                                     |
| Которро                | 74650            | 66          | 23°01′34″ пн. ш. 82°14′51″ зх. д. / 23.02611° пн. ш. 82.24750° зх. д. |                                     |
| Дієс-де-Октубре        | 227293           | 12          | 23°05′17″ пн. ш. 82°21′35″ зх. д. / 23.08806° пн. ш. 82.35972° зх. д. |                                     |
| Гуанабакоа             | 112964           | 127         | 23°03′40″ пн. ш. 82°17′23″ зх. д. / 23.06111° пн. ш. 82.28972° зх. д. |                                     |
| Ла-Абана-дель-Есте     | 178041           | 145         | 23°09′25″ пн. ш. 82°17′49″ зх. д. / 23.15694° пн. ш. 82.29694° зх. д. |                                     |
| Ла-Абана-Вьєха         | 95383            | 5           | 23°08′20″ пн. ш. 82°21′20″ зх. д. / 23.13889° пн. ш. 82.35556° зх. д. | Входить до Світової спадщини ЮНЕСКО |
| Ла-Ліса                | 131148           | 38          | 23°01′29″ пн. ш. 82°27′47″ зх. д. / 23.02472° пн. ш. 82.46306° зх. д. |                                     |
| Маріанао               | 135551           | 21          | 23°05′3″ пн. ш. 82°25′47″ зх. д. / 23.08417° пн. ш. 82.42972° зх. д.  |                                     |
| Плайя                  | 186959           | 36          | 23°05′39″ пн. ш. 82°26′56″ зх. д. / 23.09417° пн. ш. 82.44889° зх. д. |                                     |
| Пласа-де-ла-Революсьон | 161631           | 12          | 23°07′28″ пн. ш. 82°23′10″ зх. д. / 23.12444° пн. ш. 82.38611° зх. д. | Місце розташування влади            |
| Реґла                  | 44431            | 9           | 23°07′32″ пн. ш. 82°18′55″ зх. д. / 23.12556° пн. ш. 82.31528° зх. д. |                                     |
| Сан-Мігель-дель-Падрон | 159273           | 26          | 23°05′47″ пн. ш. 82°19′36″ зх. д. / 23.09639° пн. ш. 82.32667° зх. д. |                                     |

## Населення
На кінець 2012 року Гавану населяло 2 106 146 осіб. Частка столиці в загальній чисельності населення Куби — 19,1 %. Очікувана середня тривалість життя жителів міста дорівнює 76,81 років.
58,4 % жителів столиці — білі (більшість іспанського походження, переважно нащадки переселенців з Галісії, Астурії та Канарських островів); 26,4 % жителів мають змішане африкано-іспанське або індіано-іспанське походження; 15.2 % жителів — нащадки чорних рабів, привезених работоргівцями з Африки; 0,2 % мають азійське походження (переважно нащадки іммігрантів з Китаю кінця XIX та початку XX століття).
Гаванська міська агломерація швидко росла протягом першої половини XX століття, досягнувши 1 мільйона жителів 1943 року. Урбанізація розширила кордони муніципалітету Гавани за рахунок сусідніх муніципалітетів Маріанао, Реґла і Гуанабакоа. Починаючи з 1980-х років, населення міста зростає повільно в результаті збалансованої політики розвитку, низької народжуваності, відносно високих темпів еміграції за кордон і контрольованої внутрішньої міграції. Через низьку народжуваність в місті і країні та високу тривалість життя його вікова структура схожа на вікову структуру розвиненої країни, причому Гавана має ще більш високу частку літніх людей, ніж країна в цілому.
Кубинський уряд контролює переміщення людей в Гавану на тій підставі, що столична область Гавана (де проживає майже 20 % населення країни) перенаселена з точки зору землекористування, води, електрики, транспорту та інших елементів міської інфраструктури.

## Релігія
- Центр Гаванської архідіоцезії та Гаванської провінції Католицької церкви.

Більше половини віруючого населення Гавани сповідають католицтво. Святим заступником Гавани є Святий Христофор, на честь якого названий і кафедральний собор. Гавану тричі відвідували верховні понтифіки: Іоанн Павло II (січень 1998 року), Бенедикт XVI (березень 2012 року) і Франциск (вересень 2015 року).
До революції єврейська громада в Гавані налічувала понад 15 000 євреїв, а після приходу до влади Кастро 1959 року багато членів громади покинули країну, деякі поїхали в Маямі, інші — в Ізраїль. До революції в Гавані було п'ять синагог, залишилося тільки три.
Частина жителів міста дотримується синкретичних вірувань, що виникли на основі змішання християнства й ряду африканських язичницьких культів.

## Освіта
- Гаванський університет

## Пам'ятки
Гавана є однією з найкрасивіших острівних столиць світу. Старий центр міста досі зберігає свій самобутній колоніальний вигляд. Тут є ряд старовинних архітектурних пам'яток, що представляють чималу історичну цінність. У 1984 пам'ятки столиці були внесені до Списку світової культурної спадщини ЮНЕСКО. Серед них слід особливо виділити фортецю Ла-Реаль-Фуерса (1583), монастир Санта-Клара (1644), собор Непорочного Зачаття (1656), міську Ратушу (1792), кафедральну площу з собором, збудованим у XVIII ст., історичний бар-ресторан «Флоридіта», постійним відвідувачем якого був Ернест Хемінгуей.
У центрі розташована площа з меморіальним комплексом імені Хосе Марті. Один з головних архітектурних пам'яток — бульвар Прадо, будинки побудовані в староіспанському стилі. Тут знаходиться будівля Національного Капітолія, побудованого в 1920-х рр. за зразком будівлі у Вашингтоні, а також Великий театр Гавани. Найбільш відомий Національний музей, у якому зберігаються колекції творів мистецтва минулих століть (у тому числі і періоду Античності) і сучасності. Особливо примітне зібрання живописних полотен Кубинських художників XVIII—XX ст.
Провідним вищим навчальним закладом міста є Гаванський університет. З 1962 в Гавані працює Академія наук Куби, науково-дослідні роботи фінансуються державою.

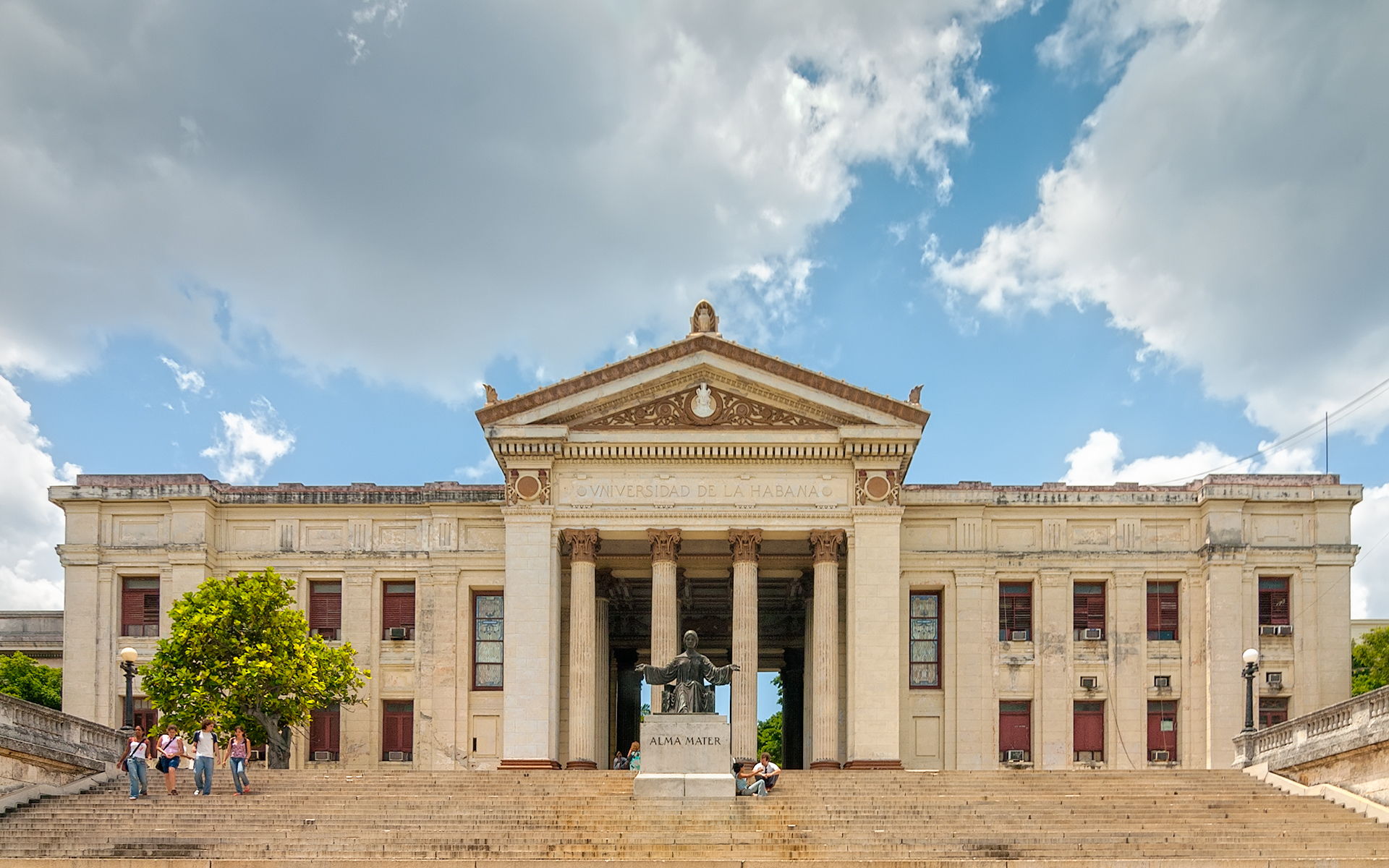
Гаванський університет
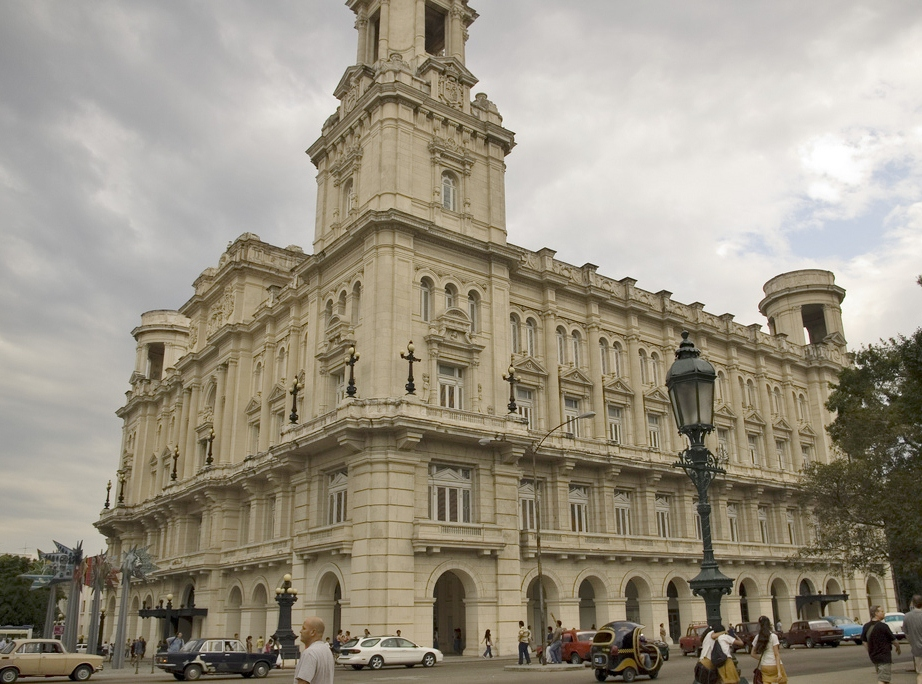
Національний музей витончених мистецтв
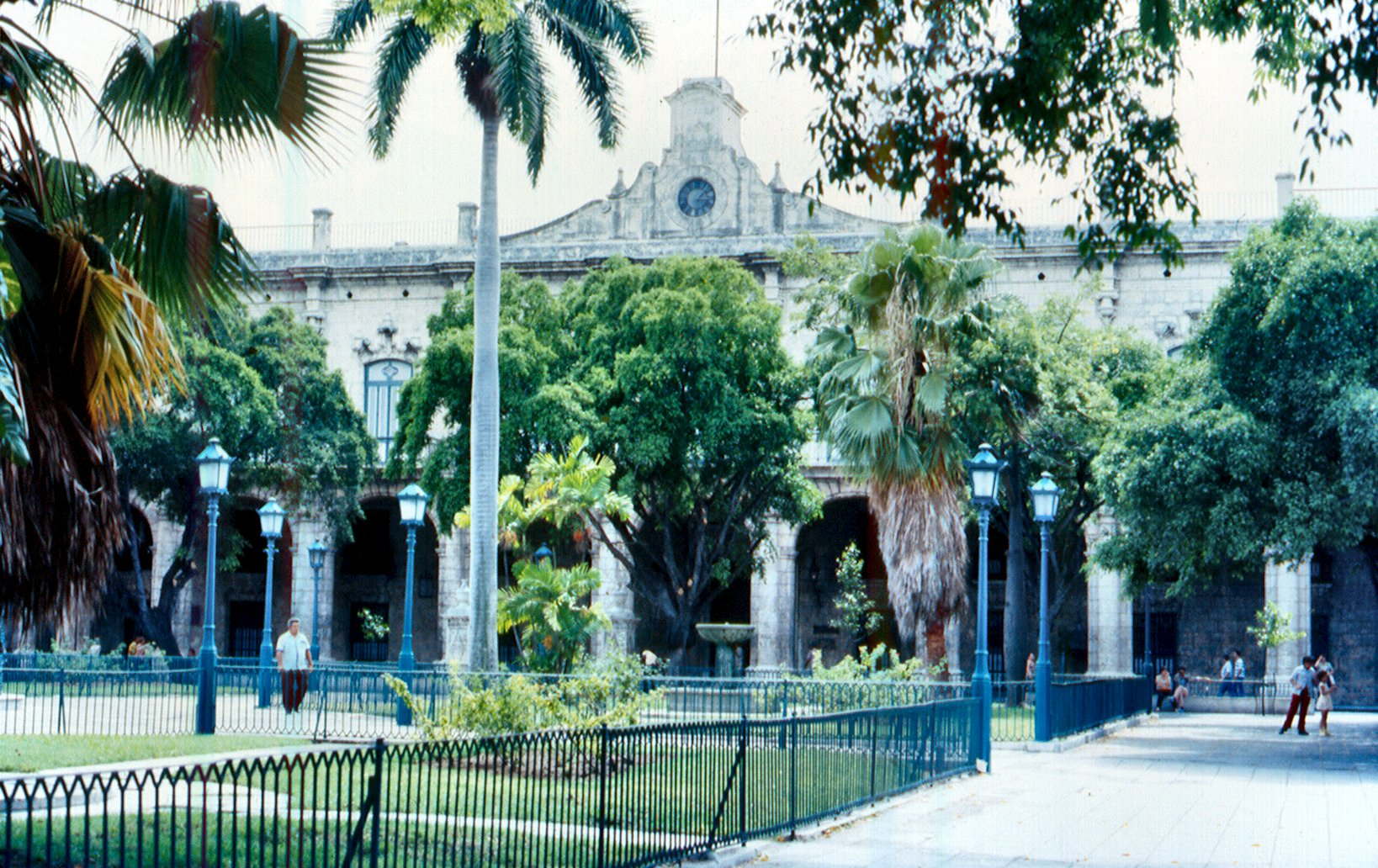
Музей Гавани (палац Капітанес-Генералес, 1777-1791)
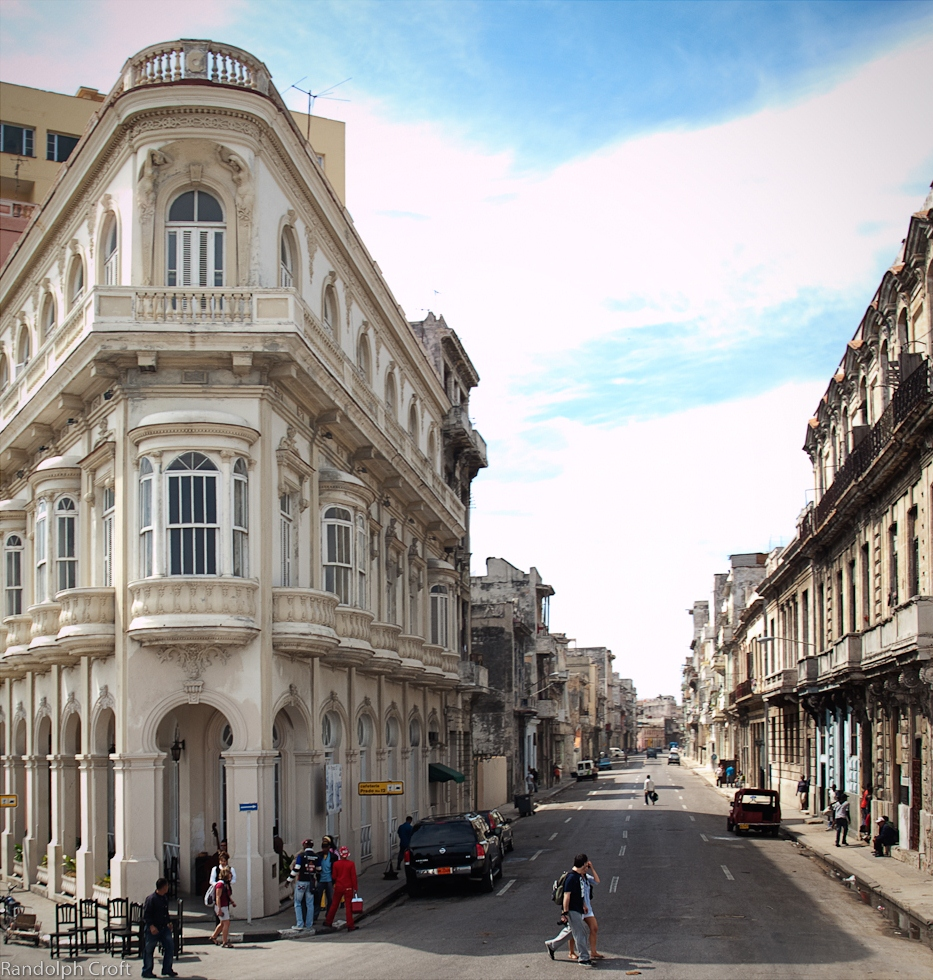
Вулиця Сан-Лазаро у центрі міста
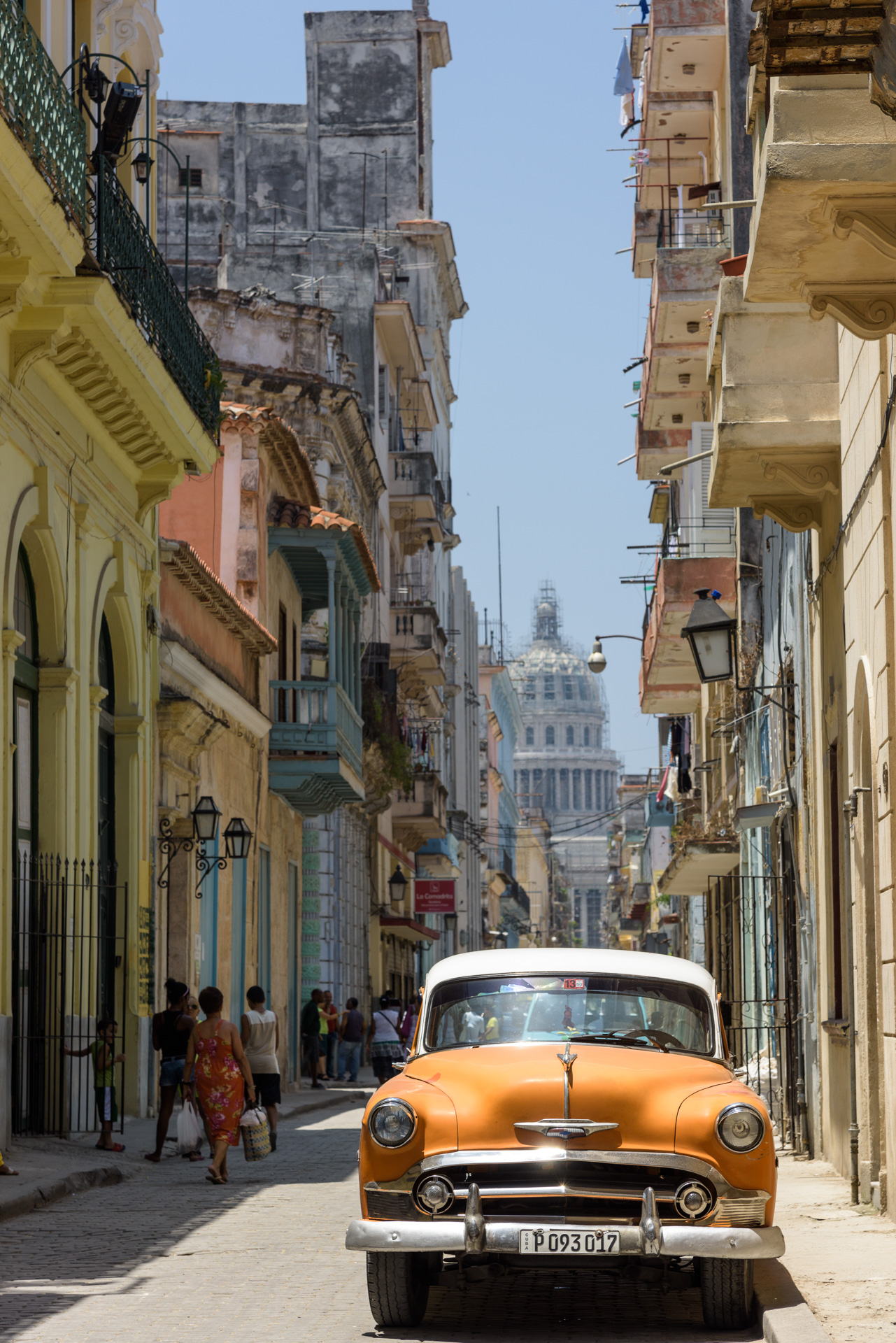
Гавана-В'єха
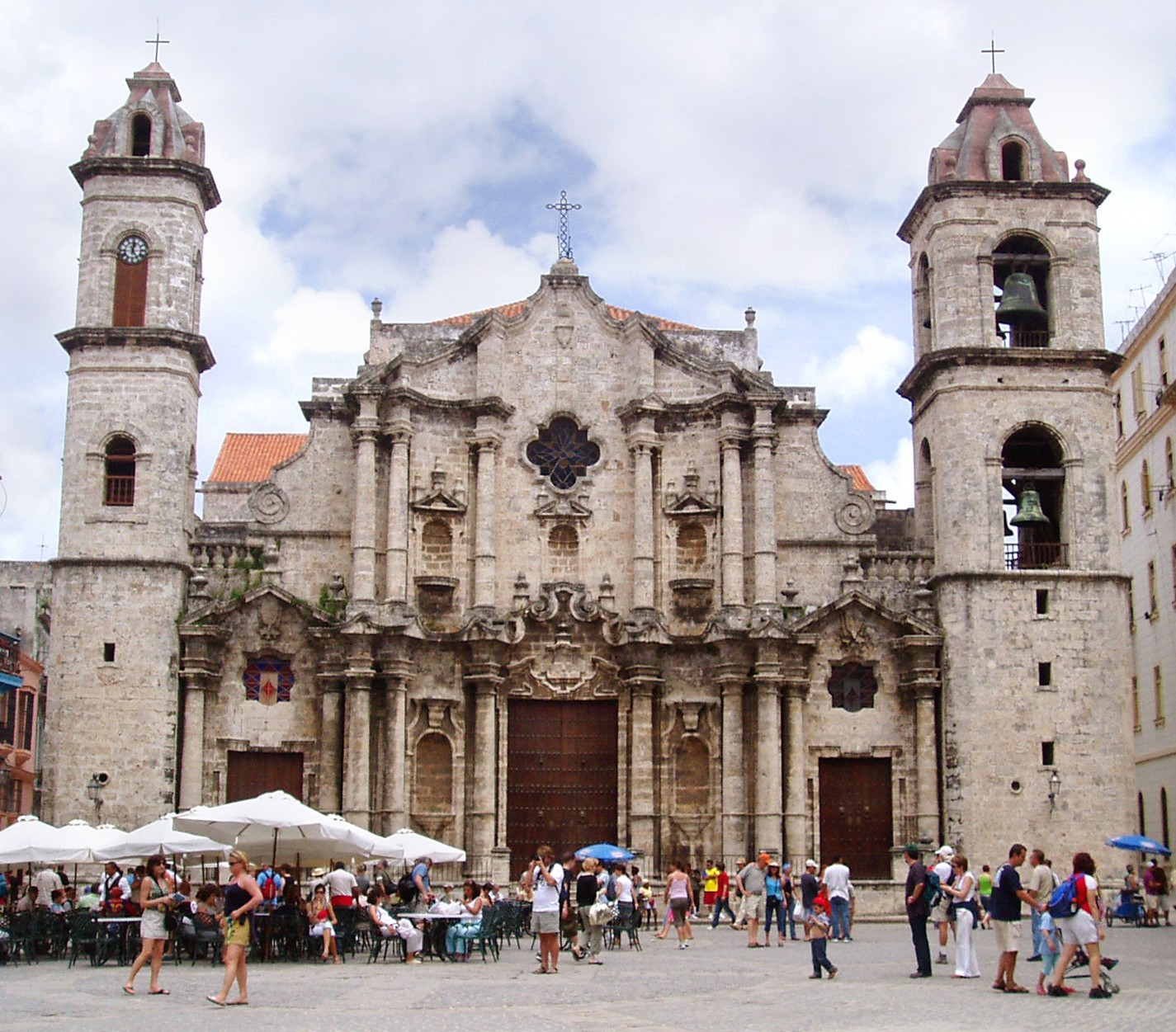
Гаванський собор
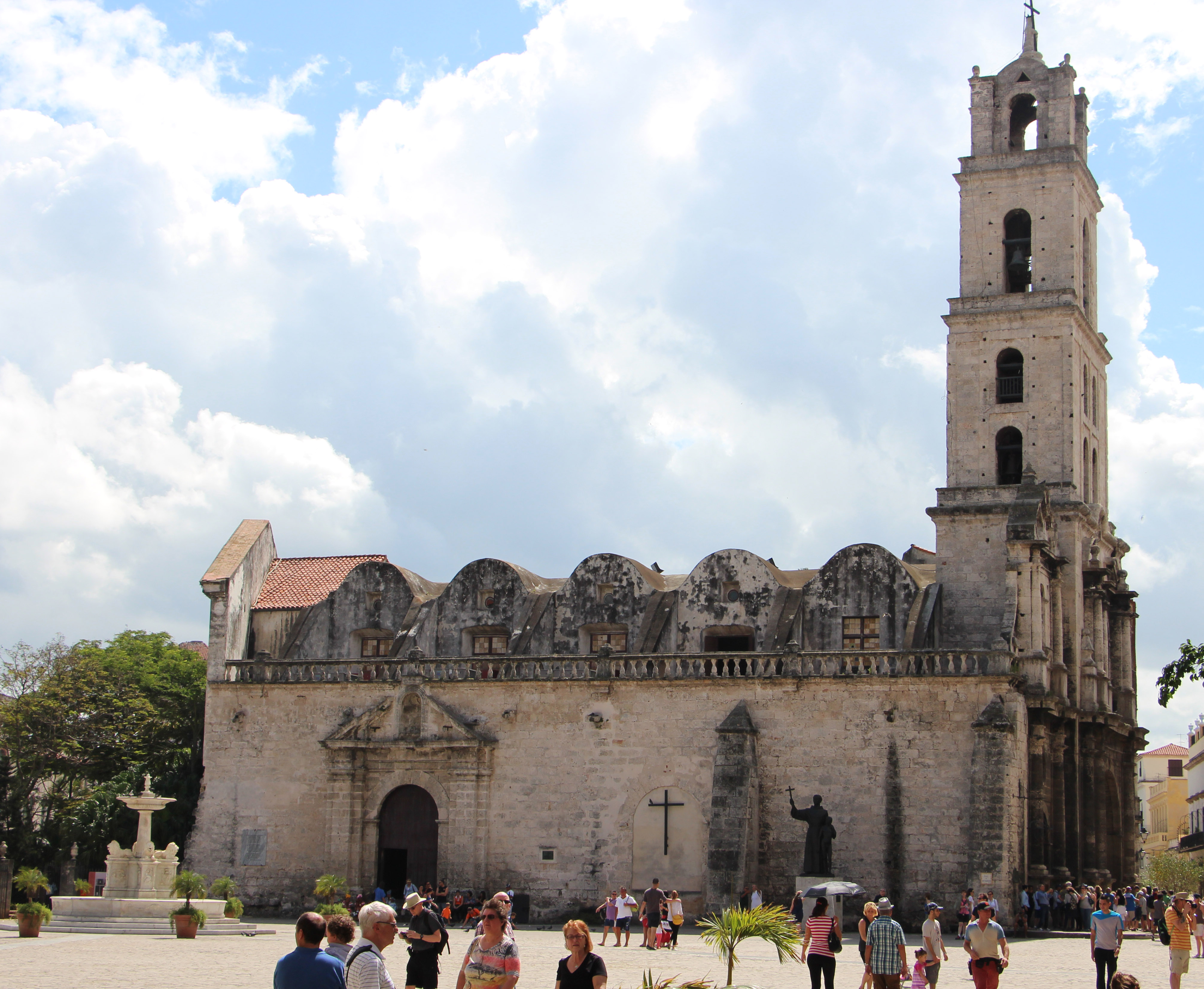
Церква Сан-Франциско-де-Асіс (1719-1737)
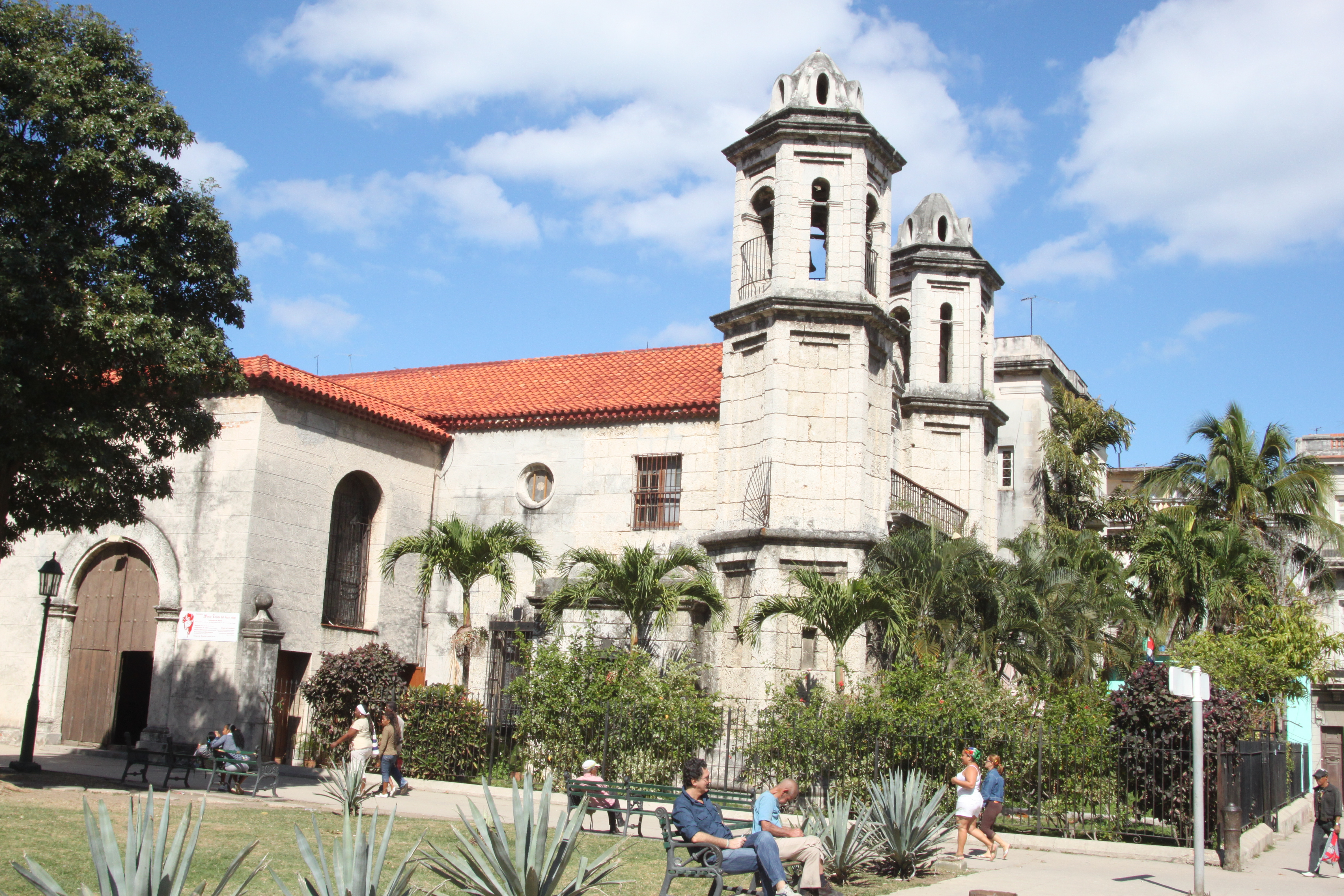
Церква Святої Терези
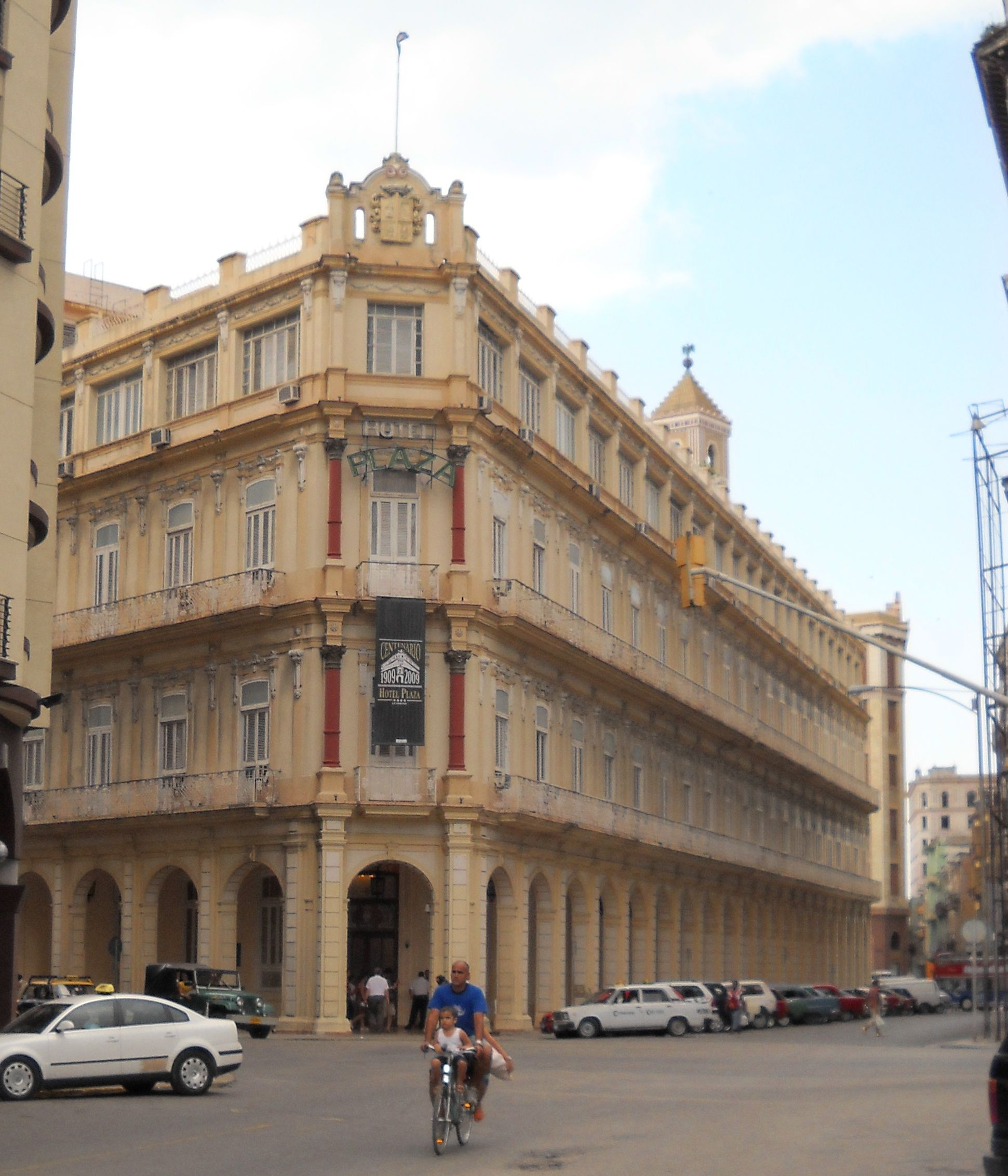
Готель «Плаза»
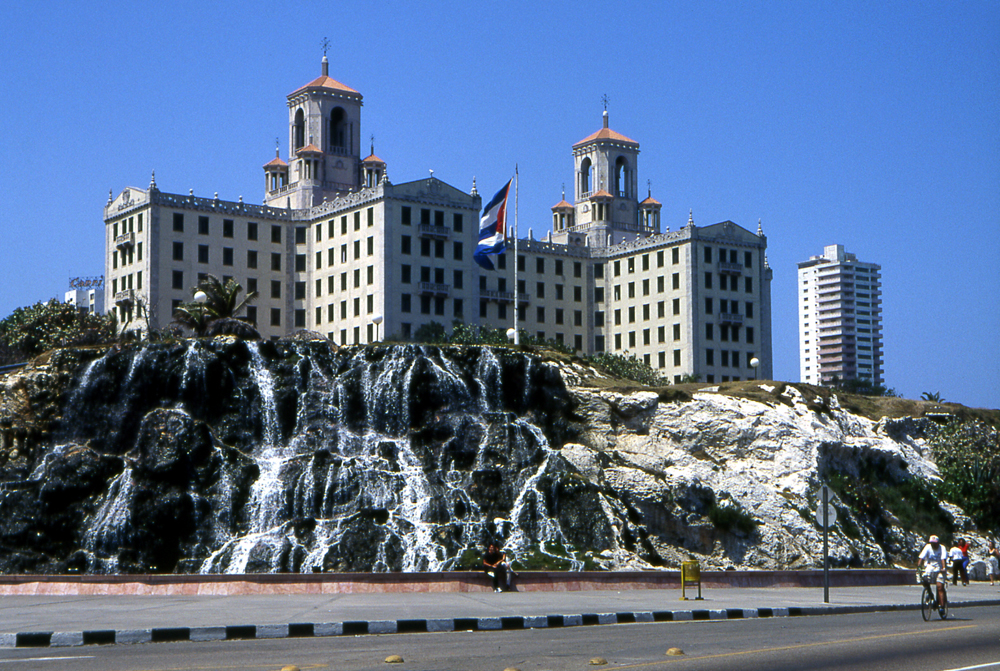
Готель «Національ»
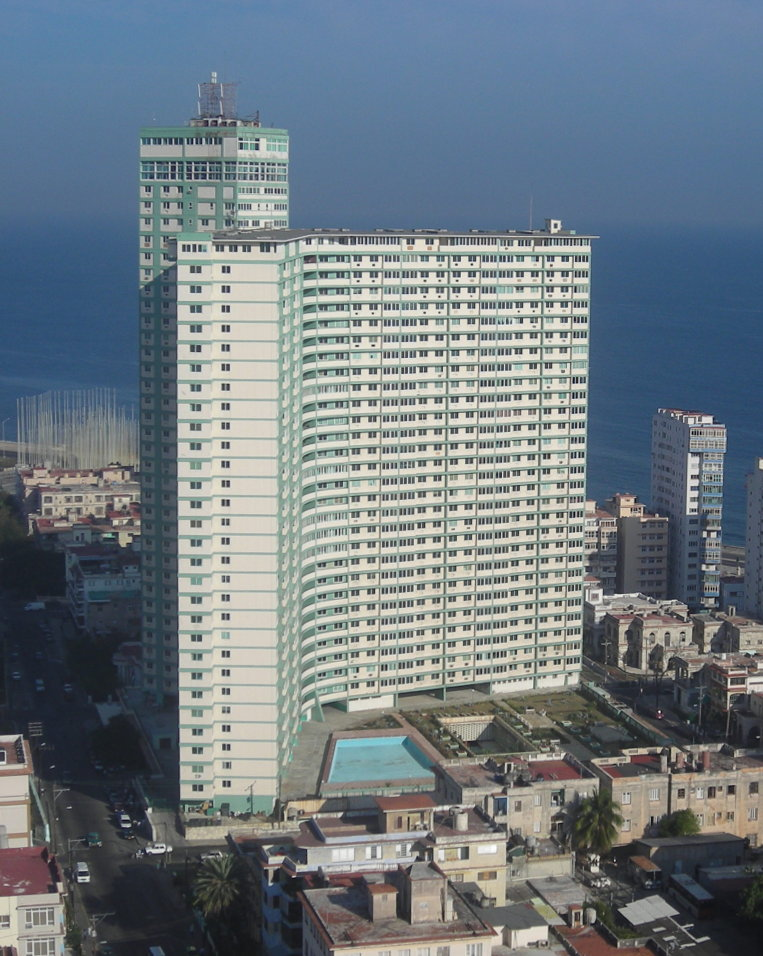
Хмарочос «FOCSA»
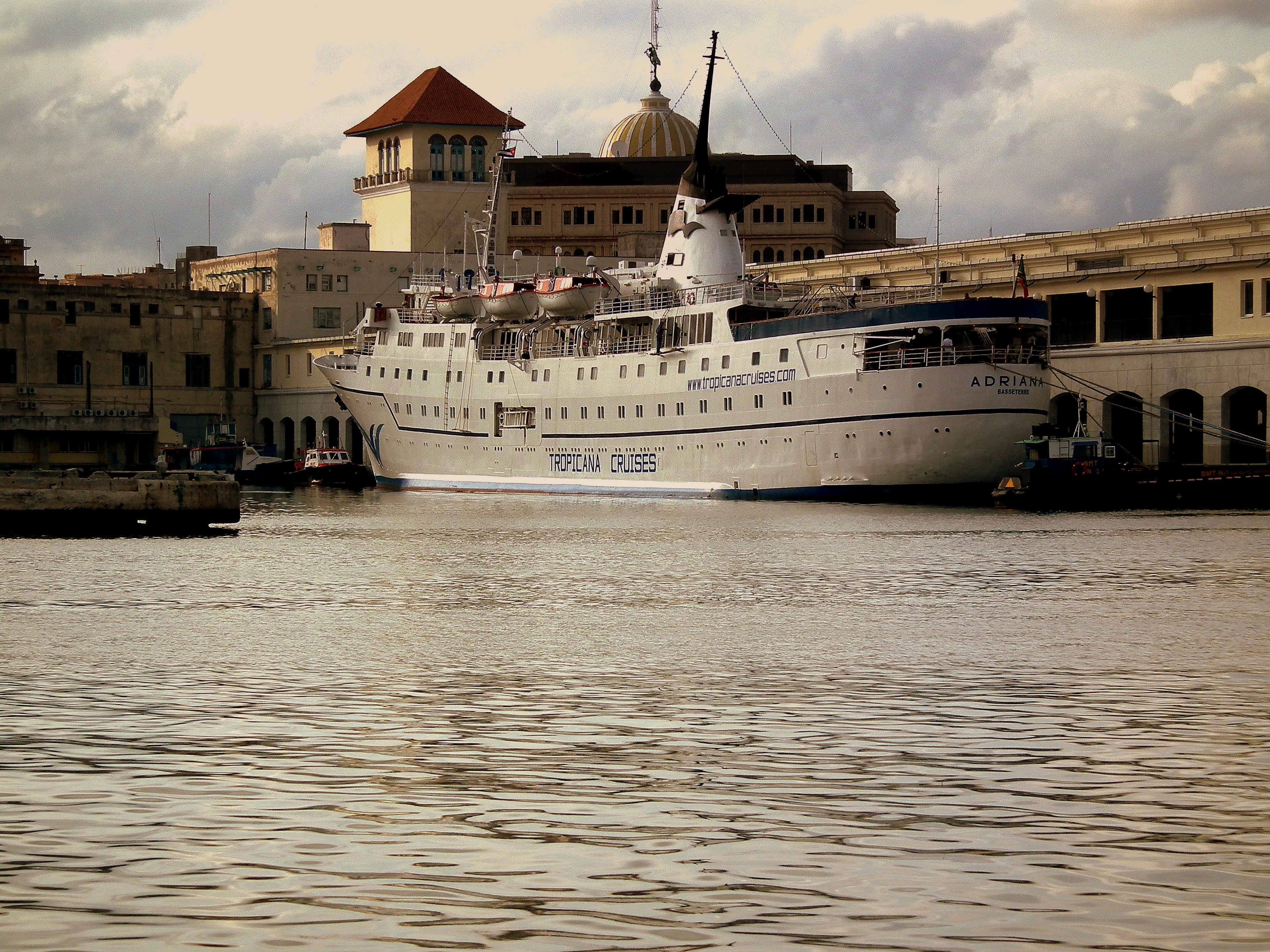
Гаванський порт

## Відомі люди
- Хосе Марті (1853–1895) — кубинський революціонер, лідер визвольного руху Куби.
- Хосе Рауль Капабланка (1888–1942) — кубинський шахіст.
- Інес Родена (1905–1985) — латиноамериканська письменниця.
- Каміло Сьєнфуегос (1932–1959) — кубинський революціонер.
- Карлос Гутьєррес (1953) — американський бізнесмен і політик.
- Марія Тереза (1956) — велика герцогиня Люксембургу.
- Даїна Чав'яно (1957) — кубинська письменниця.
- Глорія Естефан (1957) — латиноамериканська співачка.
- Карлос Паскуаль (1958) — американський дипломат, посол США в Україні.
- Хосе Карлос Сомоса (1959) — іспанський письменник.
- Ян Бартелемі (1980) — кубинський боксер, олімпійський чемпіон.
- Каміла Кабейо (1997) — кубино-американська співачка.